# Ronde van de Toekomst 1974
De Ronde van de Toekomst 1974 (Frans: Tour de l'Avenir 1974) werd gehouden van 9 tot en met 21 juli in Frankrijk.
Deze editie van de Tour de l'Avenir startte in Martigues met een proloog als ploegentijdrit. Vanaf de eerste etappe volgde deze ronde tot in finishplaats Parijs elke dag dezelfde route als de gelijktijdig gereden Tour de France. Na de proloog werden nog elf etappes verreden waarvan de vierde en de negende etappe een individuele tijdrit waren. Op 16 juli was er, net als in de 'grote Tour', een rustdag.

## Bijzonderheden
- Aan deze ronde deden uitsluitend landenploegen mee.
- De proloog was een ploegentijdrit. De tijden van de vier eerste renners per ploeg werden samengeteld om tot de uitslag van de proloog te komen. De renner van de winnende ploeg die als eerste van zijn ploeg over de meet kwam kreeg 10 seconden bonificatie en werd daarmee de geletruidrager in de eerste rit. De heersende wereldkampioen 100 km tijdrijden 1973, Polen, won deze proloog. Het Nederlandse team werd tweede.

## Etappe-overzicht
| etappe       | datum   | start               | finish                | afstand  | winnaar                  | klassementsleider        |
| ------------ | ------- | ------------------- | --------------------- | -------- | ------------------------ | ------------------------ |
| proloog (pt) | 9 juli  | Martigues           | Martigues             | 9,2 km   | Polen                    | Ryszard Szurskowski      |
| 1e           | 10 juli | Martigues           | Orange                | 98,5 km  | Josef Kaczmarek          | Josef Kaczmarek          |
| 2e           | 11 juli | Avignon             | Montpellier           | 126 km   | Alain Bernard            | Enrique Martínez Heredia |
| 3e           | 12 juli | Mazamet             | Colomiers             | 142 km   | Bernard Vallet           | Enrique Martínez Heredia |
| 4e (it)      | 13 juli | Colomiers           | Colomiers             | 37 km    | Guy Leleu                | Enrique Martínez Heredia |
| 5e           | 14 juli | Pamiers             | Seo de Urgel (Spanje) | 167 km   | Ryszard Szurskowski      | Enrique Martínez Heredia |
| 6e           | 15 juli | Sort (Spanje)       | Saint-Lary-Soulan     | 165,5 km | Enrique Martínez Heredia | Enrique Martínez Heredia |
| 7e           | 17 juli | Bagnères-de-Bigorre | Pau                   | 141,5 km | José Nazábal             | Enrique Martínez Heredia |
| 8e           | 18 juli | Mont-de-Marsan      | Bordeaux              | 120 km   | Jean-Louis Danguillaume  | Enrique Martínez Heredia |
| 9e (it)      | 19 juli | Vouvray             | Vouvray               | 30,8 km  | Taddeusz Mytnik          | Enrique Martínez Heredia |
| 10e          | 20 juli | Vouvray             | Orléans               | 108 km   | Ivan Schmid              | Enrique Martínez Heredia |
| 11e          | 21 juli | Orléans             | Parijs                | 146 km   | Jan Brzeźny              | Enrique Martínez Heredia |

## Eindklassementen

### Algemeen klassement
| rang | renner                   | land        | tijd        |
| ---- | ------------------------ | ----------- | ----------- |
| 1    | Enrique Martínez Heredia | Spanje      | 34u 30' 31" |
| 2    | Wolfgang Steinmayr       | Oostenrijk  | op 3' 33"   |
| 3    | Gabrielle Miri           | Italië      | op 6' 52"   |
| 4    | Jozef Kaczmarek          | Polen       | op 6' 53"   |
| 5    | Guy Leleu                | Frankrijk   | op 10' 10"  |
| 6    | Jan Brzeźny              | Polen       | op 12' 15"  |
| 7    | José Nazábal             | Spanje      | op 12' 40"  |
| 8    | Michel Kuhn              | Zwitserland | op 13' 33"  |
| 9    | Bert Pronk               | Nederland   | op 13' 54"  |
| 10   | Hubert Linard            | Frankrijk   | op 15' 07"  |
| 15   | Cees van Dongen          | Nederland   | op 24' 07"  |

### Puntenklassement
| rang | renner                   | land   | tijd |
| ---- | ------------------------ | ------ | ---- |
| 1    | Enrique Martínez Heredia | Spanje | p    |

### Bergklassement
| rang | renner             | land       | tijd |
| ---- | ------------------ | ---------- | ---- |
| 1    | Wolfgang Steinmayr | Oostenrijk | p    |